# Corédaction législative
Dans le domaine de la légistique, la corédaction législative est la rédaction simultanée de deux versions linguistiques (ou plus) d'une loi dans le but de produire une intention commune du législateur pour un même texte. Cette manière de rédiger et d'adopter les lois est souvent mise en opposition avec la traduction juridique.

## Droit canadien
En droit fédéral canadien, les lois sont rédigées en même temps en français et en anglais. Le même mode de rédaction est utilisé au Nouveau-Brunswick. L'abandon de la traduction juridique au palier de gouvernement fédéral remonte aux années 1970 en réaction aux discours critiques au sujet du littéralisme de certaines traductions, que l'on attribuait alors au manque de formation juridique des traducteurs de l'époque et de leur sentiment d'insécurité quant à leurs connaissances juridiques.
Le Québec a plutôt recours à la traduction juridique avec révision par des avocats-réviseurs pour satisfaire à l'exigence constitutionnelle du bilinguisme législatif. Le Barreau du Québec a voulu savoir si la traduction juridique était inconstitutionnelle et a intenté une poursuite à cette fin, mais il a subséquemment décidé de régler son recours avant d'aller à procès.
Plusieurs auteurs universitaires qui ont écrit des textes au sujet de la corédaction législative sont des spécialistes de la traductologie.
Les juges de la Cour suprême du Canada ont par ailleurs développé des règles d'interprétation des lois qui dérivent du bilinguisme législatif et de la corédaction législative. Selon le juge Michel Bastarache, puisque les versions française et anglaise de la loi ont une valeur égale, une version peut servir à interpréter le sens de l'autre. La version qui énonce une signification plus restrictive va ordinairement l'emporter sur la version qui énonce une signification vague ou générale.